# Mérnökök és Technikusok Szabad Szakszervezete
A Mérnökök és Technikusok Szabad Szakszervezete (MTSZSZ) egy magyarországi szakszervezet, amely 1990-ben alakult újjá az 1945–49 között működő Magyar Mérnökök és Technikusok Szabad Szakszervezete (MMTSZSZ) szellemi jogutódjaként. A szervezet független, kizárólag tagdíjbevételekből tartja fenn működését. Az MTSZSZ tagja a Nemzetgazdasági Minisztérium „Együttműködés a munkahelyek biztonságáért” elnevezésű partnerségi programjának.
Taglétszáma meghaladja a 12 000 főt, tagjai főként a versenyszférában és a közszolgáltatásban dolgoznak. 

## Története
Jogelődjének alapítási dátuma 1945. február 24.

## Tevékenysége
Az MTSZSZ tárgyal a vállalatok vezetésével a bérekről, a béren kívüli juttatásokról és a munkakörülmények javításáról, A munka törvénykönyvéről, jogszabályi változásokról, munkavédelmi kérdésekről, minimálbérekről, azaz érdekvédelmi feladatokat lát el foglalkoztatási kérdésekben. Ezen kívül kollektív szerződéseket, megállapodásokat köt a munkavállalók javára. A szervezet a tagjai számára ingyenes jogsegélyszolgálatot működtet, érdekvédelmi feladatokat lát el, képzéseket, temetési és születési segélyeket, szolgáltatási kedvezményeket biztosít. 
Évente négy alkalommal kiadja a Gúla Magazin szakmai lapot, melyhez a tagok ingyen hozzáférhetnek.
Tagjai többek között mérnökök, technikusok, közgazdászok, jogászok, orvosok, vasutasok, pedagógusok, sori dolgozók, szakmunkások, nyugdíjasok, egyetemen és főiskolákon tanuló hallgatók.
A szervezet kapcsolatban áll például a MÁV-csoport vállalataival, a Mercedes-Benzzel, a Rail Cargo Hungáriával, az Ericssonnal, a Budapesti Közlekedési Központtal, Budapesti Közlekedési Vállalattal stb.

### Könyv
- szerk.: Buzásné Putz Erzsébet: Mérnökök és Technikusok Szabad Szakszervezete – 25 év 1990-2015. 0619000812607 (2015)